# (37608) Löns
(37608) Lons, désignation internationale (37608) Löns, est un astéroïde de la ceinture principale.

## Description
(37608) Lons est un astéroïde de la ceinture principale. Il fut découvert le 24 septembre 1992 à Tautenburg par Freimut Börngen et Lutz Dieter Schmadel. Il présente une orbite caractérisée par un demi-grand axe de 2,55 UA, une excentricité de 0,14 et une inclinaison de 8,3° par rapport à l'écliptique.

## Compléments